# Christian Vilhelm Rimestad
Christian Vilhelm Rimestad, född den 17 januari 1816 i Köpenhamn, död den 11 augusti 1879, var en dansk politiker, bror till politikern Christian Rimestad.
Rimestad blev student 1832, 1833 lärare vid "borgerdydskolen" i Köpenhamn samt var 1846–53 denna skolas rektor. Han var ivrig demokrat, tog tidigt del i strävandena för arbetarnas höjande och hade länge stort inflytande på deras politiska hållning. I synnerhet verkade han väckande och upplysande genom sina föredrag och stiftade 1860 Arbejderforeningen, vars ordförande han var till sin död, men förmådde likväl inte hindra, att en stor mängd av huvudstadens arbetare på 1870-talet anslöt sig till socialismen. Rimestad var folketingsman 1854–66 och 1869–72, tillhörde ursprungligen  vänstern, sedan 1861 de nationalliberala, men med avtagande politisk betydelse, samt var 1864–75 redaktör av den nyuppsatta tidningen danska tidningen Dagstelegrafen. Han skrev även flera läroböcker i geografi.

## Utmärkelser
- Riddare av Dannebrogorden,  1867[1]

[Redigera Wikidata]